# Піт Крамер
Піт Крамер (нід. Piet Kramer, повне ім'я — Пітер Лодевейк Крамер / нід. Pieter Lodewijk Kramer; *17 серпня 1881, м. Амстердам, Нідерланди — 23 травня 1961, там же) — нідерландський архітектор, один із засновників архітектурного руху, відомого як «Амстердамська школа».

## З творчості
На початку своєї кар'єри Піт Крамер працював у майстерні архітектора Едуарда Кейперса (небіж Пітера Кейперса), співпрацюючи з двома іншими основоположниками Амстердамської школи — Мішелем де Клерком і Йоганом ван дер Меєм. 
Так, у 1912 році взяв участь у проектуванні великого кооперативного будинку, побудованого для 6 голландських судноплавних компаній, що відомий як «Схепвартгейс» («Будинок судноплавства», нід. Scheepvaarthuis), — саме у співпраці з ван дер Меєм і де Клерком.
Крамер продовжив співпрацю з де Клерком у роботі над комплексом амстердамських будинків, розташованих на вулицях Пітер Лодевейк Такстрат (нід. Pieter Lodewijk Takstraat) і Бюргеместер Теллегенстрат (нід. Burgemeester Tellegenstraat). Кутові будівлі, які утворюють «вилку» цих вулиць, мають завершення, що значно виступають над основним корпусом. Так само, як і вежки, використані де Клерком у оформленні його знаменитого «Будинку-Корабля»] (нід. Het Schip), ці елементи не несуть ніякого функціонального навантаження, будучи винятково декоративними.
Тривалий час — у 1917—52 роки Піт Крамер працював архітектором у відділі мостів Муніципального управління громадських робіт (нід. Gemeentelijke Dienst Publieke Werken). Загальна кількість мостів, зведених у цей час за проектами Крамера, оцінюється у чотири сотні, причому добра сотня з цього числа припадає на Амстердамський парк Бос (нід. Amsterdamse Bos park). Нерідко Крамер також займався проектуванням будинків, прилеглих до мостів, а також дизайном ґрат і навіть ландшафтним дизайном територій, що безпосередньо оточують спроектовані ним мости.
Поза межами Амстердама, крім решти будинків, Крамером були побудовані універсальний магазин «Бейєнкорф» (нід. De Bijenkorf) у Гаазі (спільно з де Клерком і ван дер Меєм) і 3 вілли в парку Мервейк (нід. Park Meerwijk) у містечку Бергені (Північна Голландія).

## Галерея робіт

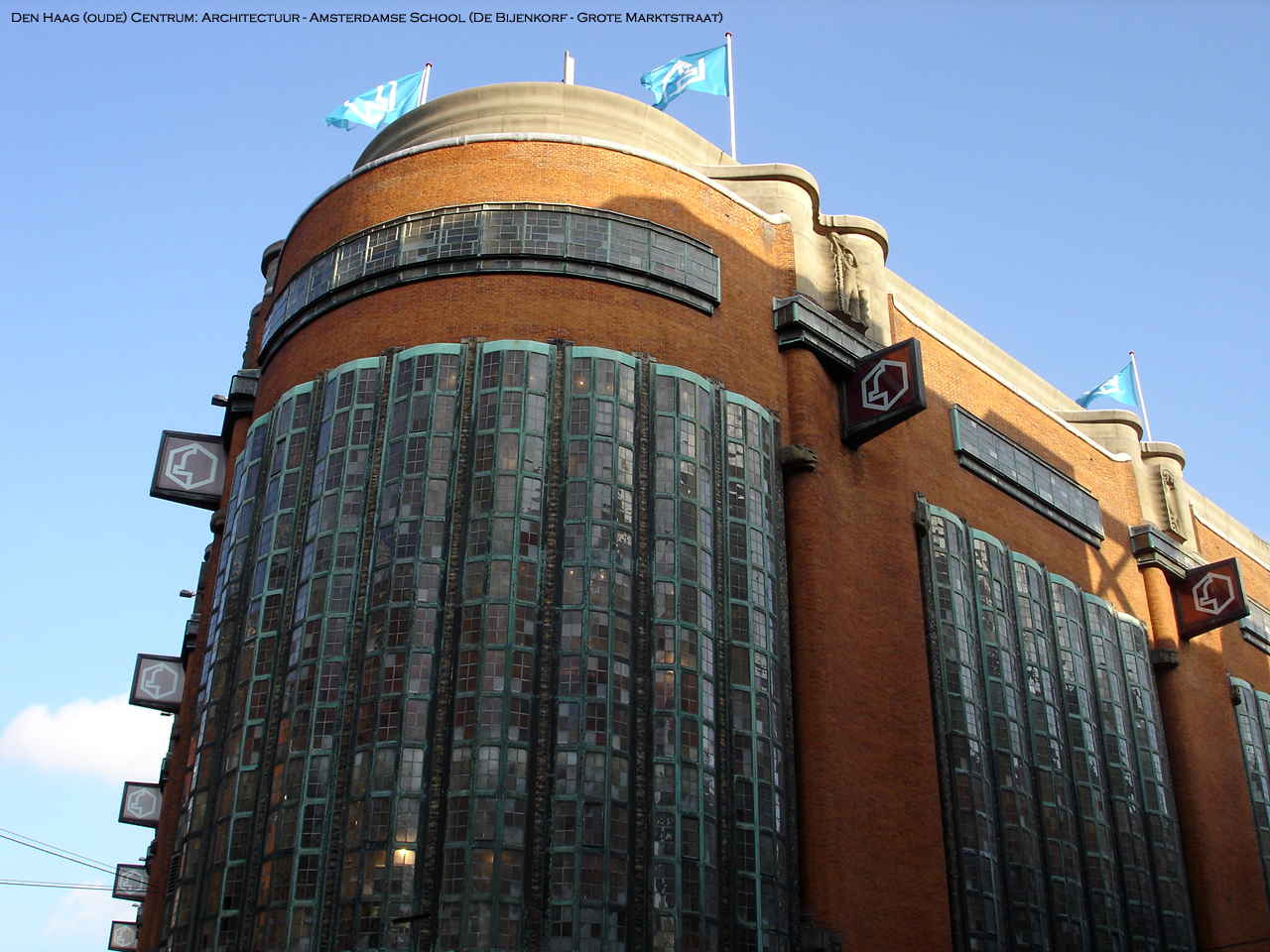
Бейєнкорф, Гаага (у співавторстві)
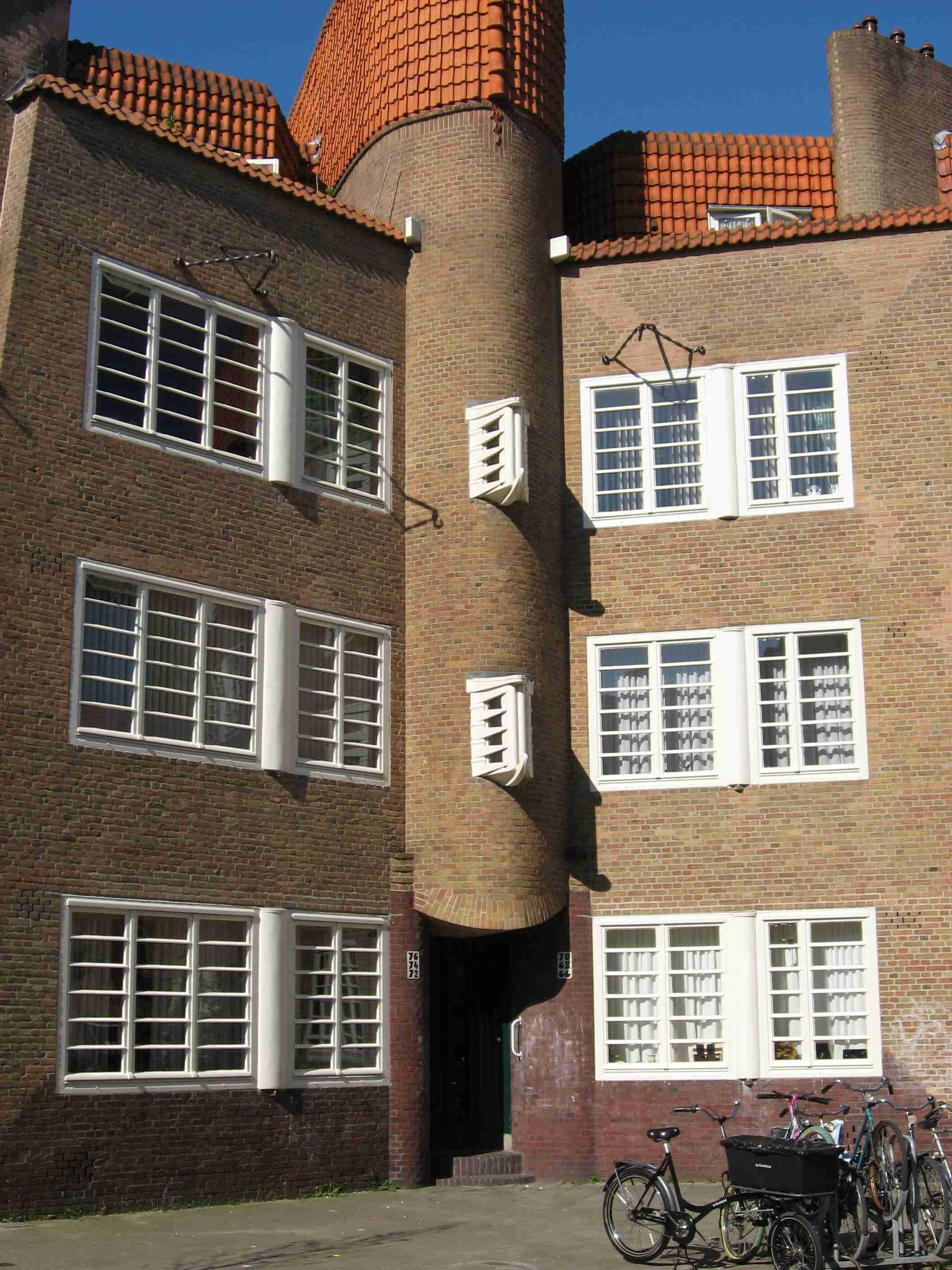
Приклад будинку, спроектованого Крамером на Теллегенстрат (Tellegenstraat), Амстердам
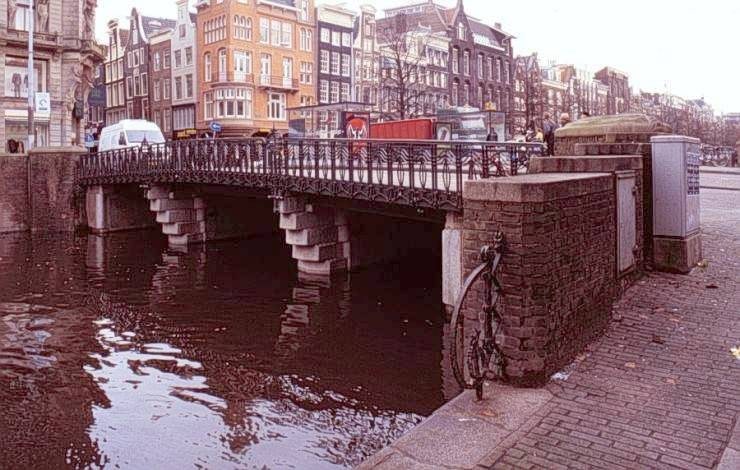
«Брущатий» міст (міст № 43) над каналом Кайзерграхт. Лейдсестрат, Амстердам (П. Крамер, 1921)
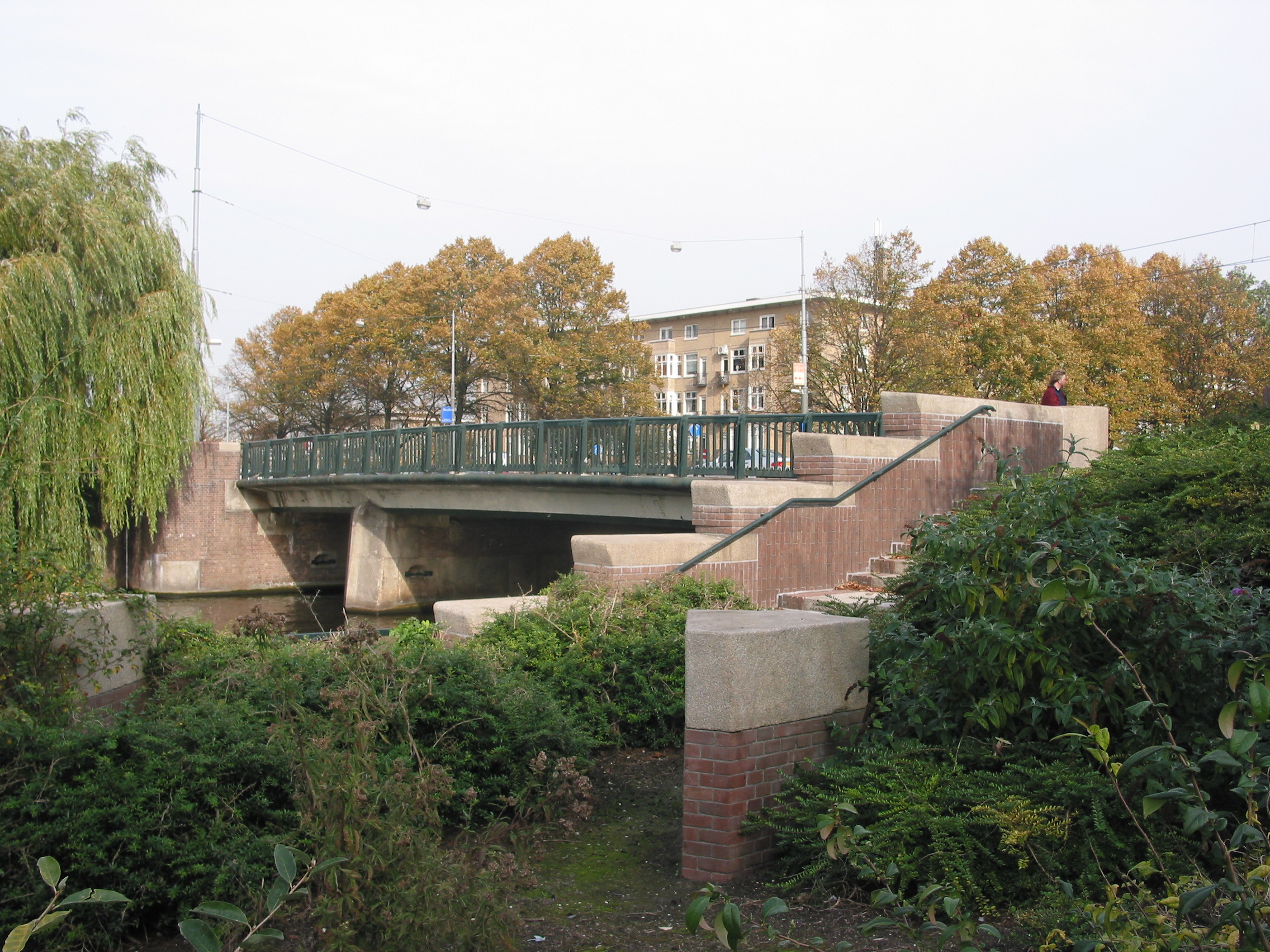
Міст № 413 над каналом Кайзерграхт Зюйдер Амстелканал (Zuider Amstelkanaal), Амстердам (П. Крамер, 1937)